# Palasgaon
Palasgaon fou un estat tributari protegit del tipus zamindari, al tahsil de Sakoli, districte de Bhandara, Províncies Centrals, en un territori muntanyós i selvàtic a una dotzena de km del llac de Nawdgaon. La superfície era de 184 km². El nombre de pobles era de 10, i la població el 1881 de 1.296 habitants.